# 澎湖鹹餅
澎湖鹹餅是台灣澎湖縣知名伴手禮，清領時期傳入澎湖時稱胡椒餅，今外型為長方片塊狀，口感酥脆、佐以蔥丁和豬油的香氣，另有研製素食口味。

## 歷史背景

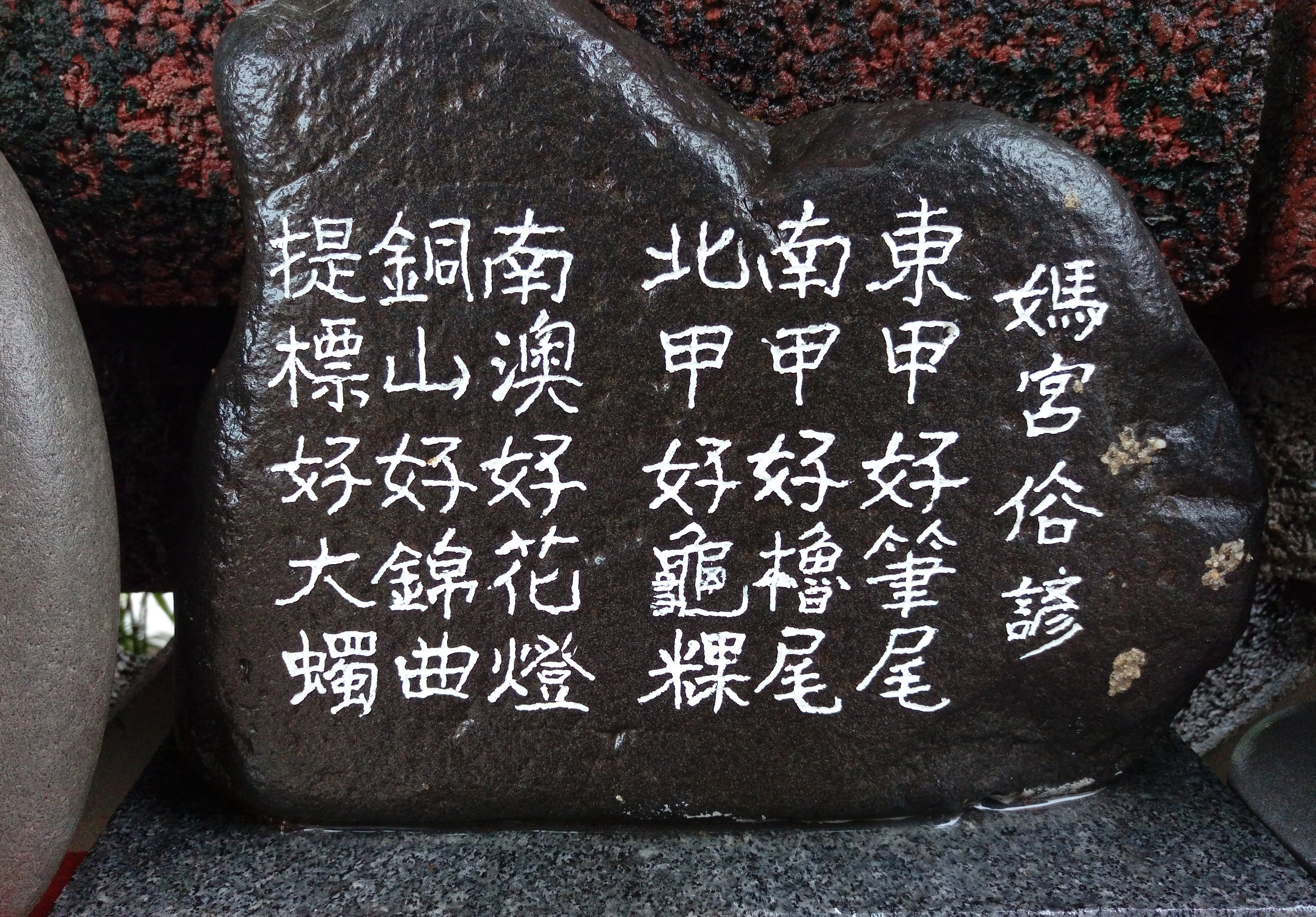
媽宮三甲、班兵俗諺

澎湖糕點師傅多來自清領時期的福建籍班兵（銅山營，即漳州東山島），且光绪朝後，不少班兵在澎湖落地生根，除了製作糕餅之外，亦經營南北雜貨，其店鋪多集中於媽宮北甲地區，包含日治時期（1895年至1945年）直至民國80年代（約1990年代）之前，媽宮北甲（約今馬公市長安里一帶）形成「北甲好龜粿」的俗諺。

## 師承派別
澎湖傳統糕餅師傅皆為清領時期來自漳州東山島移民（澎湖水師協銅山營），一般公認「鹹餅」為東山島「游鼎盛興」的糕餅師傅朱盛引入，最初稱「胡椒餅」，口味更偏嗆辣，而朱盛亦兼通其他糕餅類技藝和生意，並非僅限「鹹餅」而已。現今澎湖傳統糕餅業主要有兩大流派，分別為「盛興派」和「興盛派」，其中「盛興」創辦於清朝同治三年（1864年），為澎湖鹹餅最古老的招牌字號。

### 盛興派
同治年間，朱盛在澎湖經營餅舖時，亦需兼顧東山島「游鼎盛興」的事業（亦是糕餅業），由於時常往來兩地，當時亦兼做貨運船業的買賣。朱盛獨子朱鼠在三十歲那年不幸死於船上的火災，當時朱鼠雖已與盧氏蔭成親，但仍未有子嗣，朱盛惟恐媳婦改嫁，便從西溪（今湖西鄉西溪村）抱來一男朱耀，並於火燒坪社抱一女胡牡丹做童養媳，交由盧氏蔭扶養。第三代朱耀成年繼承「盛興」店號，業已是第二次世界大战時期，當時做糕餅、糖果的原料皆由日本軍方供應，來源並不自由。1945年二戰結束後，朱耀一度打算結束「盛興」生意，但因時年六十餘歲的朱耀替人做保，原雇用的郭姓師傅和王姓師傅也取回部分股東資金，朱耀陷入負債困境，才不得不持續經營。第四代朱文杰接掌店號後，正逢澎湖觀光業開始發展的時代，「盛興」糕餅生意大好，才得以延續迄今。:19-21

#### 本派
| 第一代         | 第二代         | 第三代         | 第四代           | 第五代         | 來源  |
| -------------- | -------------- | -------------- | ---------------- | -------------- | ----- |
| 朱盛           | 朱鼠           | 朱耀           | 朱文杰           | 朱宏釮         | [ 1 ] |
| 清領、日治初期 | 清領、日治初期 | 日治中期、戰後 | 戰後至約1980年代 | 約1980年代迄今 | [ 1 ] |

#### 支派
| 西瀛   | 王春嵹                                  | 德美                                    | 王進慶（西點麵包）                      | 王進慶與王進玉為同母異父之兄弟； 王進慶年歲較長，為王春嵹繼子。 | 來源  |
| 西瀛   | 王春嵹                                  | 西瀛                                    | 王進玉                                  | 王進慶與王進玉為同母異父之兄弟； 王進慶年歲較長，為王春嵹繼子。 | [ 1 ] |
| 泰源   | 王鈕搝                                  | 明明德                                  | 董登本（已歇業）                        | 董登本（已歇業）                                                | [ 1 ] |
| 泰源   | 王鈕搝                                  | 香檳                                    | 許樹根                                  | 許樹根                                                          | [ 1 ] |
| 泰源   | 王鈕搝                                  | 長春                                    | 蔡長裕→蔡可                             | 蔡可為學徒。                                                    | [ 1 ] |
| 泰源   | 王鈕搝                                  | 新興發                                  | 郭明銓（西點麵包）                      | 郭明銓（西點麵包）                                              | [ 1 ] |
| 泰源   | 王鈕搝                                  | 一品香                                  | 陳文頌（已歇業）                        | 陳文頌（已歇業）                                                | [ 1 ] |
| 泰源   | 王鈕搝                                  | 美而香                                  | 林業鈴                                  | 林業鈴                                                          | [ 1 ] |
| 新清泰 | 劉清森→劉壽得（血緣上屬於「興盛派系」） | 劉清森→劉壽得（血緣上屬於「興盛派系」） | 劉清森→劉壽得（血緣上屬於「興盛派系」） | 劉清森→劉壽得（血緣上屬於「興盛派系」）                         | [ 1 ] |

### 興盛派
興盛派來源說法有二：其一，根據劉燦幼子顏餘慶的說法，劉燦的祖父原籍福建，約於咸豐年間來澎，在來澎湖之前，劉燦的福建老家便以糕餅為業。其二，根據顏餘慶姪子劉正昭的說法，其祖上原為清朝武官，因躲避災禍前往金門，後又從金門輾轉至澎湖隘門（今湖西鄉隘門村）定居，後約莫在日治時期，「興盛」創始人劉燦在12歲左右隻身前往馬公當餅舖學徒，因為躲避澎湖大空襲（1944年至1945年間）之故，短暫到西嶼避難，也在當地開過餅舖謀生，後來又返回馬公開店。兩種說法因劉家族譜早已佚失，無從查考，《澎湖產業文化誌－傳統糕餅篇》作者群普遍較採信劉正昭說法。:27-29
| 興盛 | 劉燦 | 第二代 | 泉利 | 劉福順（次子） | 第三代 | 泉利 | 劉正昭               | 來源  |
| 興盛 | 劉燦 | 第二代 | 福興 | 劉福銳（四子） | 第三代 | 頂好 | 劉安吉               | [ 1 ] |
| 興盛 | 劉燦 | 第二代 | 興盛 | 顏餘慶（五子） | 第三代 | 興盛 | 顏豐猷               | [ 1 ] |
| 興盛 | 劉燦 | 第二代 | 振裕 | 洪文傳（學徒） | 第三代 | 勝興 | 洪文上（洪文傳么弟） | [ 1 ] |
| 興盛 | 劉燦 | 第二代 | 振裕 | 洪文傳（學徒） | 第三代 | 振發 | 洪文上（洪文傳么弟） | [ 1 ] |
| 興盛 | 劉燦 | 第二代 | 振裕 | 洪文傳（學徒） | 第三代 | 媽宮 | 洪振章（洪文傳兒子） | [ 1 ] |

劉燦生有五子，次子劉福順、四子劉福銳和幼子顏餘慶皆從事糕餅業，可謂澎湖媽宮頗知名的「糕餅世家」。劉燦餅舖店號最初叫「興記」，後改名「興盛」，惟何時改名不詳。劉福順與劉福銳成家後另立門戶，分別為「泉利」和「福興」，原店號「興盛」則留予幼子顏餘慶繼承，而當劉安吉接掌父親劉福銳「福興」店號後，又將「福興」改成「頂好」。:27-29

## 製作方法
澎湖鹹餅主要由低筋麵粉、中筋麵粉、蔥丁、豬油、胡椒等材料製成，其中麵粉40%、水15%、豬油25%、胡椒粉7%，小葱丁、鹽、芝麻、白砂糖13%（而素食口味另有其他配方），將低筋麵粉和所有的材料攪拌在一起，再捏成一小團來當內餡，然後使用中筋麵粉來做鹹餅的皮，再用皮把料包起來，以桿槌攤平後對折差不多5次，送進去烤箱大約15分鐘後，拿出來冷卻，冷卻完畢就可食用。